# محوطه غرب حمزه علی
محوطه غرب حمزه علی مربوط به دوران پیش از تاریخ ایران باستان است و در شهرستان بروجن، بخش بلداجی، دهستان امامزاده حمزه علی واقع شده و این اثر در تاریخ ۲۴ فروردین ۱۳۸۲ با شمارهٔ ثبت ۸۲۱۸ به‌عنوان یکی از آثار ملی ایران به ثبت رسیده است.